# عباس واعظ طبسي
عباس واعظ طبسي (بالفارسية: عباس واعظ طبسی) (1934مـ-2016مـ(80 سنة) مشهد)، كان عالم دين وسياسي شيعي إيراني، ولد في 25 يونيو 1935م في مدينة مشهد، وبعد انتصار الثورة الإسلامية في إيران عام 1979، تولّي زعامة العتبة الرضوية بحكم من السيد روح الله الخميني وكان الأمر في رعايته حتي وفاته، وكان ممثّل الولي الفقيه في محافظات خراسان الثلاث والمدير الرئيسي للحوزة العلمية في محافظة خراسان وعضو مجمع تشخيص مصلحة النظام ومجلس خبراء القيادة.وكان قبل انتصار الثورة الإسلامية في إيران عام 1979 من علماء الدين المعارضين للحكم محمد رضا بهلوي. توفّي طبسي في 4 مارس 2016مـ في مدينة مشهد. وتمّ إقامة الصلوة علي جثمانه بإمامة علي خامنئي قائد الثورة الإسلامية في العتبة الرضوية في مدينة مشهد.

## الحياة الشخصية

### ولادة
ولد عباس واعظ طبسي في 25 يونيو 1935م في مدنية مشهد الإيرانية في عائلة دينية. كان والده غلامرضا واعظ طبسي من علماء دين وأشهر الدعاة الدينية في زمانه.

### دراسة
بدأ واعظ طبسي الدراسة في المرحلة الابتدائية واستمرّ إلي الثانوية. لكن الاشتياق إلي تعلّم العلوم الدينية والدروس الحوزوية قاده إلي مواصلة الدراسة في الحوزة العلمية في مدينة مشهد في سنين المراهقة(16 سنة). أكمل واعظ طبسي دراسته في العلوم الدينية في المراحل التمهيدية والمتوسطة والعالية حتي حصل علي درجة الإجتهاد. تعلّم واعظ طبسي الدروس الدينية عند مختلف العلماء والأساتذة في حوزة مشهد العلمية كمحمد تقي النيسابوري وميرزا جوادآقا تهراني و مجتبي نواب صفوي وشيخ هاشم قزويني ومدرس يزدي والشيخ ميلاني.

## مسئوليات
- زعامة العتبة الرضوية
- ممثّل الولي الفقيه في محافظات خراسان الثلاث
- المدير الرئيسي للحوزة العلمية في محافظات خراسان الثلاث
- عضو مجمع تشخيص مصلحة النظام
- عضو مجلس خبراء القيادة[7][8]

## وفاة
تعرّض عباس واعظ طبسي في يوم الجمعة الموافق ل28 فبراير 2016 لانقطاع التنفّس، بعد المشاركة في انتخابات مجلس الشورى الإسلامي وأدخل المستشفي للعلاج وبقي في غيبوبة عميقة لمدة أسبوع. وأخيرا توفّي واعظ طبسي في 4 مارس 2016مـ في مدينة مشهد بعد مضيّ أسبوع من إدخاله المستشفي.

### مراسيم تشييع الجنازة
في 5 مارس 2016مـ أقيم مراسيم تشييع الجنازة لواعظ طبسي في مدينة مشهد وتمّ إقامة صلاة الجنازة علي جثمانه بإمامة قائد الثورة الإسلامية السيد علي خامنئي في العتبة الرضوية.

## الوصلات الخارجية

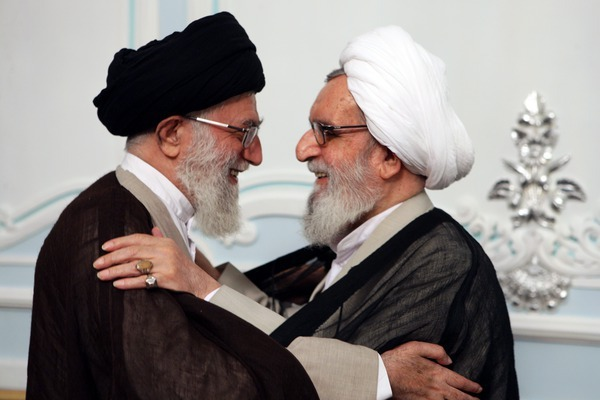
عباس واعظ طبسي وسيد علي خامنئي قائد الثورة الإسلامية في إيران

- شاهد بالصور إقامة الصلاة علي جثمان عباس واعظ طبسي بواسطة سيد علي خامنئي قائد الثورة الإسلامية في إيران
- شاهد بالصور مراسيم تشييع جنازة واعظ طبسي في مشهد